# Namik Ismail
Namik Ismail (Samsun, 1890 – Istanbul, 30 agosto 1935) è stato un pittore turco, noto per il suo stile impressionista e per essere stato il mentore di diverse artiste, fra cui Hale Asaf, Şükriye Dikmen e Tiraje Dikmen.

## Biografia
Namik Ismail nacque a Samsun nel 1890, da una famiglia dell'alta borghesia che si trasferì a Istanbul quando era ancora un bambino. 
Frequentò il liceo francese "Saint Benoit" e, ispirato dalla passione di suo padre per la calligrafia, prese anche lezioni private d'arte da Şevket Dağ. Dopo il diploma, il padre acconsentì a mandarlo a Parigi per proseguire la sua carriera artistica. 
Nel 1911 fu ammesso all'Accademia Julian e svolse il suo apprendistato presso Fernand Cormon, anche se modellò il suo stile su quello di Jean-Baptiste Camille Corot e della scuola di Barbizon, orientato all'impressionismo e molto lontano da quello accademico di Cormon. I suoi dipinti di quest'epoca, fra cui Casa di campagna, furono descritti come deboli sul lato tecnico, ma di grande intensità emotiva. S'interessò anche all'arte rinascimentale italiana, realizzando una monografia biografica su Michelangelo.
Tornato a casa per le vacanze, non poté rientrare in Francia a causa della prima guerra mondiale, venendo invece arruolato per la campagna del Caucaso, e congedato poco dopo per aver contratto il tifo.
Nel 1917 espose per la prima volta all'Esposizione Galatasaray, ricevendo una medaglia d'argento. Poco dopo, aprì uno studio a Şişli insieme a İbrahim Çallı, Sami Yetik, Ali Sami Boyar, Hikmet Onat, Ruhi Arel, Ali Cemal e altri, che divennero noti come la "Generazione Çallı". Lavorò ed espose per due anni a Berlino, insieme a Celal Esat Arseven, suo compatriota, e i tedeschi Lovis Corinth e Max Liebermann.
Rientrò in Turchia nel 1919, ottenendo un posto da insegnante alla Osman Nuri Pasha Middle School ed esponendo in alcune mostre, dove venne descritto come un impressionista specializzato in ritratti, che prediligeva colori scuri, forti contrasti e pennellate larghe e veloci, dal tratto realista. Nel 1920 sposò Mediha Hanim, figlia del mullah Şefik Bey. Si separarono appena due mesi prima della morte di Ismail.
Si dimise come insegnante per viaggiare in Italia, e al suo rientro lavorò prima per il giornale repubblicano İleri e poi come direttore della Sanayi-i Nefise Mektebi (Accademia di Belle Arti, ora Mimar Sinan Fine Arts University). 
Nel 1925 vinse il concorso indetto dal Ministero della Pubblica istruzione per disegnare il nuovo stemma della Turchia, ma alla fine il disegno, che includeva Asena, la lupa protagonista dei racconti popolari Göktürks, non venne mai utilizzato.

Stemma della Turchia disegnato da Ismail nel 1925

Nel 1928 fu promosso a rettore dell'Accademia.
Mantenne la carica fino alla sua morte, avvenuta il 30 agosto 1935 a causa di un infarto, che lo colpì mentre attraversava Kadıköy in traghetto.
Dopo la sua morte, venne descritto come un artista versatile, che spaziò, anche nello stesso periodo, fra diverse tecniche, stili e tavolozze, dall'accademico all'impressionismo all'espressionismo, seguendo uno sviluppo non lineare e senza influenze eccessive dai suoi maestri, preferendo invece seguire di volta in volta le suggestioni suggeritegli dal soggetto stesso.

## Galleria d'immagini

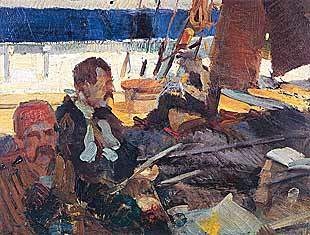
Uomini sul ponte
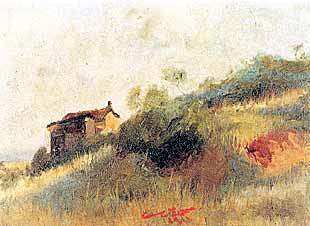
Casa di campagna
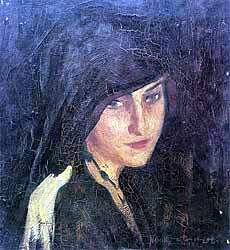
Ritratto di Mediha Hanim
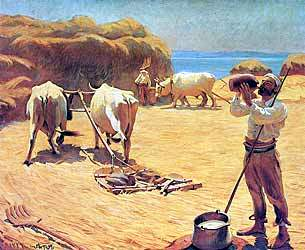
Lavoratori